# Thomas Linard
Thomas Linard (1988) is een golfer  uit Bourges, Midden-Frankrijk.
Als amateur speelde Linard in 2009 en 2010 toernooien voor punten op de wereldranglijst en werkte hij voor de Golf Repair Shop in Parijs.
Linard werd in 2010 professional en woont weer in zijn geboorteplaats Bourges. Hij speelde in 2011, 2012 en 2013 op de Alps Tour. In 2013 behaalde hij vijf top-10 plaatsen incl. een 2de plaats bij het Open de St François Guadeloupe, waar hij de play-off verloor van Sebastien Gros, en een 3de plaats bij de Masters 13. 

In 2014 speelt hij op de Europese Challenge Tour, waar hij met een 5de plaats bij het Kenya Open begon en op 1 juni het Tsjechisch Challenge Open won.

## Gewonnen
Challenge Tour
- 2014: Czech Challenge Open